# Lịch sử hành chính Cao Bằng
Lịch sử hành chính Cao Bằng được lấy mốc từ năm 1832 khi vua Minh Mạng thực hiện cải cách hành chính ở miền Bắc, đổi trấn Cao Bằng làm tỉnh Cao Bằng. Đến thời điểm hiện tại, tỉnh Cao Bằng bao gồm 1 thành phố và 9 huyện: Trong đó có 161 đơn vị hành chính cấp xã gồm 139 xã, 8 phường, 14 thị trấn.

## Trước khi thành lập tỉnh
Theo sách Đại Nam nhất thống chí, đất Cao Bằng xưa thuộc bộ Vũ Định thời Hùng Vương. Đến đời Lý về sau là đất Thái Nguyên. Năm 1467, đặt thành Thái Nguyên thừa tuyên, gọi là phủ Bắc Bình. Năm 1470, đổi thành Ninh Sóc thừa tuyên, không lâu sau lại đổi về Thái Nguyên thừa tuyên, đổi thành phủ Cao Bình. Phủ Cao Bình bấy giờ lãnh 4 châu là Thái Nguyên, Lộng Nguyên, Thượng Lang và Hạ Lang. Về sau, châu Thái Nguyên đổi thành châu Thạch Lâm và châu Lộng Nguyên đổi thành châu Quảng Uyên.
Năm 1676, nhà Lê thu phục lại đất Cao Bằng từ tay nhà Mạc, đặt lại thành trấn Cao Bình, lãnh một phủ Cao Bình, các châu vẫn giữ như cũ, do các thổ ty cai trị. Đến đời Tây Sơn, tên Cao Bình dần trại ra thành Cao Bằng. Khi Gia Long thu phục Cao Bằng vẫn giữ tên gọi đấy, đặt ra các chức trấn thủ, hiệp trấn và tham trấn để cai trị vùng biên cương này.

## Sau năm 1945
Sau năm 1945, bỏ cấp phủ, gọi chung là huyện. Tổ chức hành chính trên địa bàn gồm thành phố Cao Bằng và 10 huyện: Bảo Lạc, Hạ Lang, Hà Quảng, Hòa An, Nguyên Bình, Phục Hòa, Quảng Uyên, Thạch An, Trấn Biên, Trùng Khánh.
Năm 1958, huyện Trấn Biên đổi tên thành huyện Trà Lĩnh.
Năm 1963, thành lập thị trấn Tĩnh Túc trực thuộc tỉnh Cao Bằng.
Năm 1966, thành lập huyện Thông Nông.
Năm 1967, hợp nhất huyện Quảng Uyên và huyện Phục Hòa thành một huyện lấy tên là huyện Quảng Hòa.
Năm 1969, giải thể huyện Hạ Lang, địa bàn nhập vào các huyện Quảng Hòa và Trùng Khánh.
Năm 1975, tỉnh Cao Bằng và tỉnh Lạng Sơn được hợp nhất thành một tỉnh lấy tên là tỉnh Cao Lạng.
Năm 1978, tỉnh Cao Bằng được tái lập, hai huyện Ngân Sơn và Chợ Rã của tỉnh Bắc Thái được sáp nhập vào tỉnh Cao Bằng. Tỉnh Cao Bằng có 12 đơn vị hành chính gồm thành phố Cao Bằng và 11 huyện: Bảo Lạc, Chợ Rã, Hà Quảng, Hòa An, Ngân Sơn, Nguyên Bình, Quảng Hòa, Thạch An, Thông Nông, Trà Lĩnh, Trùng Khánh.
Năm 1979, hợp nhất một số xã thuộc huyện Ngân Sơn: hợp nhất xã Bằng Khẩu và Bằng Đức, lấy tên là xã Bằng Vân.
Năm 1980, điều chỉnh địa giới một số xã, thị trấn thuộc các huyện Trùng Khánh và Ngân Sơn.
- Giải thể xã Quang Thành (Trùng Khánh), sáp nhập vào các xã Đình Phong, Chí Viễn, Phong Châu
- Thành lập thị trấn Nà Phặc (Ngân Sơn) trên cơ sở toàn bộ xã Thiều Quan và một phần xã Trung Hòa

Năm 1981, điều chỉnh địa giới một số xã thuộc các huyện Bảo Lạc, Hà Quảng, Quảng Hòa, Thông Nông, Trà Lĩnh, Trùng Khánh, tái lập huyện Hạ Lang và đặt thị trấn Tĩnh Túc trực thuộc huyện Nguyên Bình. Cùng năm, điều chỉnh địa giới một số phường, xã thuộc thị xã Cao Bằng
- Thành lập phường Sông Bằng và xã Ngọc Xuân (thị xã Cao Bằng) trên cơ sở tiểu khu Sông Bằng
- Thành lập phường Sông Hiến và xã Hòa Chung (thị xã Cao Bằng) trên cơ sở tiểu khu Sông Hiến
- Thành lập phường Tân Giang và xã Duyệt Trung (thị xã Cao Bằng) trên cơ sở tiểu khu Nà Phía
- Thành lập phường Hợp Giang (thị xã Cao Bằng) trên cơ sở tiểu khu Nội Thị
- Sáp nhập xã Xuân Trường và xã Đồng Mu (huyện Bảo Lạc) thành một xã lấy tên là xã Xuân Trường.
- Tách các xóm Già Mò, Cốc Thốc, Bó Vài, Nà Quằng, Nà Viềng, Khuối Pựt, Bản Chang, Ngàm Giàng, Phìn Sáng, Lũng Nà của xã Cô Ba để sáp nhập vào xã Thượng Hà (huyện Bảo Lạc).
- Tách các xóm Lũng Tải, Lũng Pán, Sộc Nặm của xã Nội Thôn để sáp nhập vào xã Cải Viên (huyện Hà Quảng).
- Tách các xóm Chả Vạc, Bản Kiễng, Lũng Rẫn, Pác Tém của xã Nội Thôn để sáp nhập vào xã Vân An (huyện Hà Quảng).
- Tách các xóm Ảng Bó, Kéo Quyển của xã Vân An; các xóm Nặm Rím, Thiêng Vài của xã Kéo Yên và các xóm Pó Tán, Cà Diễng, Bó Thon, Lũng In, Tổng Pó của xã Thượng Thôn để sáp nhập vào xã Lũng Nặm (huyện Hà Quảng).
- Sáp nhập xã Yên Lũng và xã Kéo Yên (trừ hai xóm Nặm Rím, Thiêng Vài) thành một xã lấy tên là xã Kéo Yên (huyện Hà Quảng).
- Tách các xóm Nà Kéo, Nà Mạ của xã Xuân Hoà để sáp nhập vào xã Trường Hà (huyện Hà Quảng).
- Đổi tên xã Quy Thuận (huyện Quảng Hòa) thành xã Tà Lùng.
- Sáp nhập xã Đại Tiến và xã Đà Sơn (huyện Quảng Hòa) thành một xã lấy tên là xã Đại Sơn.
- Tách các xóm Luộc Tháy, Thôm Rin, Nà Mầm, Nà Đắng, Nà Tính, Nà Kéo, Bản Ngay, Lũng Thán của xã Quang Long và xóm Sa Tao của xã Thanh Nhật để sáp nhập vào xã Việt Chu (huyện Quảng Hòa).
- Tách các xóm Slằng Vài, Bó Bẻ, Noọc Tổng của xã Hồng Đại để sáp nhập vào xã Cách Linh (huyện Quảng Hòa).
- Chia xã Cần Yên (huyện Thông Nông) thành hai xã lấy tên là xã Cần Yên và xã Vị Quang.
- Thành lập xã Đồng Loan (huyện Trùng Khánh) trên cơ sở sáp nhập các xóm Lũng Nặm, Lũng Sún, Lũng Phục, Lũng Bụa, Lũng Cúng, Lũng Mán tách từ xã Lý Quốc; các xóm Bản Nha, Luộc Phiong tách từ xã Minh Long và các xóm Khau Ra, Bản Sáng, Bản Len, Bản Lũng, Bản Miao, Bản Thuộc tách từ xã Thắng Lợi.
- Tách các xóm Lý Vạn, Lũng Phấu, Khi Chao, Nậm Tốc của xã Minh Long để sáp nhập vào xã Lý Quốc (huyện Trùng Khánh).
- Tách các xóm Sộc Mạ, Háng Thoang, Lũng Phiắc của xã Chí Viễn để sáp nhập vào xã Đàm Thủy (huyện Trùng Khánh).
- Tách các xóm Kép Ké, Pò Nghiền, Cốc Sâu của xã Sóc Hà và các xóm Hoà Mục, Khuổi Ra của xã Xuân Hoà để sáp nhập vào xã Nà Sác (huyện Trùng Khánh).
- Sáp nhập xã Quốc Toản (trừ các xóm Bản Kính, Pò Huyền, Phia Tập, Slằng Kheo) của huyện Quảng Hoà vào huyện Trà Lĩnh.
- Sáp nhập xã Cô Mười của huyện Hà Quảng vào huyện Trà Lĩnh.

Năm 1984, đổi tên huyện Chợ Rã thành huyện Ba Bể.
Năm 1996, sáp nhập các huyện Ngân Sơn và Ba Bể về tỉnh Bắc Kạn vừa tái lập.
Năm 1999, thành lập thị trấn huyện lị thuộc các huyện Trà Lĩnh, Thông Nông, Thạch An và điều chỉnh địa giới một số xã, thị trấn thuộc huyện Quảng Hòa.
- Thành lập thị trấn Hùng Quốc (Trà Lĩnh) trên cơ sở toàn bộ xã Hùng Quốc
- Thành lập thị trấn Thông Nông (Thông Nông) trên cơ sở một phần xã Đa Thông
- Thành lập thị trấn Đông Khê (Thạch An) trên cơ sở toàn bộ xã Thượng Pha và một phần xã Lê Lai
- Thành lập thị trấn Tà Lùng (Quảng Hòa) trên cơ sở một phần xã Tà Lùng. Đổi tên xã Tà Lùng thành xã Hòa Thuận

Năm 2000, thành lập huyện Bảo Lâm. Huyện Bảo Lâm tách từ huyện Bảo Lạc, gồm 10 đơn vị hành chính Đức Hạnh, Lý Bôn, Vĩnh Quang, Vĩnh Phong, Nam Quang, Tân Việt, Quảng Lâm, Mông Ân, Thái Học, Yên Thổ.
Năm 2001, chia huyện Quảng Hòa thành hai huyện như cũ.
Năm 2002, sáp nhập xã Đề Thám của huyện Hòa An vào thị xã Cao Bằng.
Năm 2006, thành lập một số xã, thị trấn thuộc các huyện Hà Quảng, Bảo Lâm, Hạ Lang.
- Thành lập thị trấn Xuân Hòa (Hà Quảng) trên cơ sở một phần xã Xuân Hòa
- Thành lập xã Vần Dĩnh (Hà Quảng) trên cơ sở phần còn lại xã Xuân Hòa và một phần xã Thượng Thôn
- Thành lập thị trấn Pác Miầu (Bảo Lâm) trên cơ sở một phần xã Mông Ân
- Một phần của xã Mông Ân sáp nhập vào các xã Quảng Lâm và Thái Học (Bảo Lâm)
- Thành lập xã Thạch Lâm (Bảo Lâm) trên cơ sở một phần xã Quảng Lâm
- Thành lập xã Nam Cao (Bảo Lâm) trên cơ sở một phần xã Nam Quang
- Thành lập xã Thái Sơn (Bảo Lâm) trên cơ sở một phần xã Thái Học
- Thành lập thị trấn Thanh Nhật (Hạ Lang) trên cơ sở toàn bộ xã Thanh Nhật

Năm 2007, thành lập một số xã, thị trấn thuộc các huyện Bảo Lạc, Thông Nông, Trùng Khánh, Phục Hòa.
- Thành lập xã Kim Cúc (Bảo Lạc) trên cơ sở một phần xã Hồng Trị
- Sáp nhập một phần xã Hồng Trị và Thượng Hà vào thị trấn Bảo Lạc (Bảo Lạc)
- Thành lập xã Hưng Thịnh (Bảo Lạc) trên cơ sở một phần xã Hưng Đạo
- Thành lập xã Sơn Lập (Bảo Lạc) trên cơ sở một phần xã Sơn Lộ
- Thành lập xã Cần Nông (Thông Nông) trên cơ sở một phần xã Cần Yên
- Thành lập xã Ngọc Côn (Trùng Khánh) trên cơ sở một phần xã Ngọc Khê
- Thành lập thị trấn Hòa Thuận (Phục Hòa) trên cơ sở toàn bộ xã Hòa Thuận

Năm 2010, sáp nhập các xã: Chu Trinh, Hưng Đạo, Vĩnh Quang của huyện Hòa An vào thị xã Cao Bằng; thành lập các phường Đề Thám và Ngọc Xuân thuộc thị xã Cao Bằng và mở rộng thị trấn Quảng Uyên thuộc huyện Quảng Uyên.
- Sáp nhập một phần huyện Hòa An (toàn bộ các xã Hưng Đạo, Vĩnh Quang, Chu Trinh) vào thị xã Cao Bằng. Thị xã Cao Bằng có 10.760,93 ha diện tích tự nhiên và 67.415 nhân khẩu; có 11 đơn vị hành chính trực thuộc.
- Thành lập phường Đề Thám và phường Ngọc Xuân (TX. Cao Bằng) trên cơ sở toàn bộ 2 xã có tên tương ứng. Phường Đề Thám có 1.094,72 ha diện tích tự nhiên và 9.801 nhân khẩu. Phường Ngọc Xuân có 685,27 ha diện tích tự nhiên và 5.937 nhân khẩu.
- Sáp nhập một phần xã Chí Thảo và xã Quốc Phong vào thị trấn Quảng Uyên (Quảng Uyên). Thị trấn Quảng Uyên có 652,4 ha diện tích tự nhiên và 4.032 nhân khẩu.

Năm 2012, thành lập các phường Hòa Chung và Duyệt Trung thuộc thị xã Cao Bằng. Cùng năm, thành lập thành phố Cao Bằng.
- Thành lập 2 phường trên cơ sở toàn bộ 2 xã có tên tương ứng. Phường Hòa Chung có 543,37 ha diện tích tự nhiên và 4.120 nhân khẩu. Phường Duyệt Trung có 998,60 ha diện tích tự nhiên và 4.215 nhân khẩu.
- Thành lập thành phố Cao Bằng trên cơ sở toàn bộ thị xã Cao Bằng. Thành phố Cao Bằng có 10.762,81 ha diện tích tự nhiên và 84.421 nhân khẩu, có 11 đơn vị hành chính cấp xã trực thuộc, bao gồm 08 phường: Hòa Chung, Duyệt Trung, Hợp Giang, Sông Bằng, Tân Giang, Sông Hiến, Ngọc Xuân, Đề Thám và 03 xã: Chu Trinh, Vĩnh Quang, Hưng Đạo.

Năm 2020, tái sáp nhập huyện Thông Nông vào huyện Hà Quảng; sắp xếp các đơn vị hành chính cấp xã thuộc tất cả các đơn vị hành chính của tỉnh Cao Bằng (trừ thành phố Cao Bằng và huyện Bảo Lạc). Cùng năm, tái hợp nhất huyện Quảng Uyên và huyện Phục Hòa thành huyện Quảng Hòa và sáp nhập huyện Trà Lĩnh (trừ xã Quốc Toản nhập về huyện Quảng Hòa) vào huyện Trùng Khánh, đổi tên thị trấn Hùng Quốc thuộc huyện Trùng Khánh thành thị trấn Trà Lĩnh.
- Sáp nhập toàn bộ huyện Thông Nông vào huyện Hà Quảng. Huyện Hà Quảng có 810,96 km² diện tích tự nhiên và quy mô dân số 59.467 người.
- Sắp xếp các đơn vị hành chính cấp xã thuộc huyện Hà Quảng:

- Thành lập xã Ngọc Đào trên cơ sở toàn bộ xã Đào Ngạn và Phù Ngọc. Xã Ngọc Đào có 39,68 km² diện tích tự nhiên và quy mô dân số 5.115 người.
- Sáp nhập toàn bộ xã Vần Dính vào xã Thượng Thôn. Xã Thượng Thôn có 49,71 km² diện tích tự nhiên và quy mô dân số 4.051 người.
- Sáp nhập toàn bộ xã Sỹ Hai vào xã Hồng Sỹ. Xã Hồng Sỹ có 36,14 km² diện tích tự nhiên và quy mô dân số 2.551 người.
- Sáp nhập toàn bộ xã Nà Sác vào xã Trường Hà. Xã Trường Hà có 48,84 km² diện tích tự nhiên và quy mô dân số 3.061 người.
- Sáp nhập toàn bộ xã Hạ Thôn vào xã Mã Ba. Xã Mã Ba có 36,67 km² diện tích tự nhiên và quy mô dân số 2.193 người.
- Sáp nhập toàn bộ xã Vân An vào xã Cải Viên. Xã Cải Viên có 33,37 km² diện tích tự nhiên và quy mô dân số 2.250 người.
- Sáp nhập toàn bộ xã Kéo Yên vào xã Lũng Nặm. Xã Lũng Nặm có 47,43 km² diện tích tự nhiên và quy mô dân số 2.713 người.
- Sáp nhập toàn bộ xã Vị Quang vào xã Cần Yên. Xã Cần Yên có 45,93 km² diện tích tự nhiên và quy mô dân số 2.831 người.
- Sáp nhập toàn bộ xã Bình Lãng vào xã Thanh Long. Xã Thanh Long có 51,52 km² diện tích tự nhiên và quy mô dân số 2.969 người.
- Sau khi sắp xếp, huyện Hà Quảng có 21 đơn vị hành chính cấp xã, gồm 19 xã và 02 thị trấn.
- Sắp xếp các đơn vị hành chính cấp xã thuộc huyện Bảo Lâm:

- Sáp nhập toàn bộ xã Tân Việt vào xã Nam Quang. Xã Nam Quang có 72,70 km² diện tích tự nhiên và quy mô dân số 4.919 người.
- Sau khi sắp xếp, huyện Bảo Lâm có 13 đơn vị hành chính cấp xã, gồm 12 xã và 01 thị trấn.
- Sắp xếp các đơn vị hành chính cấp xã thuộc huyện Hạ Lang:

- Thành lập xã Thống Nhất trên cơ sở toàn bộ xã Thái Đức và xã Việt Chu. Xã Thống Nhất có 38,01 km² diện tích tự nhiên và quy mô dân số 3.049 người.
- Sau khi sắp xếp, huyện Hạ Lang có 13 đơn vị hành chính cấp xã, gồm 12 xã và 01 thị trấn.
- Sắp xếp các đơn vị hành chính cấp xã thuộc huyện Hòa An:

- Sáp nhập toàn bộ xã Trưng Vương vào xã Nguyễn Huệ. Xã Nguyễn Huệ có 43,43 km² diện tích tự nhiên và quy mô dân số 3.589 người.
- Sáp nhập toàn bộ xã Hà Trì vào xã Quang Trung. Xã Quang Trung có 48,46 km² diện tích tự nhiên và quy mô dân số 2.646 người.
- Sáp nhập toàn bộ xã Công Trừng vào xã Trương Lương.Xã Trương Lương có 53,06 km² diện tích tự nhiên và quy mô dân số 3.331 người.
- Sáp nhập một phần xã Bế Triều và toàn bộ xã Đức Xuân vào xã Đại Tiến. Xã Đại Tiến có 49,46 km² diện tích tự nhiên và quy mô dân số 2.202 người.
- Sáp nhập một phần xã Hồng Việt, xã Bình Long, xã Đức Long và phần còn lại của xã Bế Triều vào thị trấn Nước Hai. Thị trấn Nước Hai có 21,27 km² diện tích tự nhiên và quy mô dân số 13.304 người.
- Sáp nhập phần còn lại của xã Bình Long vào xã Hồng Việt. Xã Hồng Việt có 25,11 km² diện tích tự nhiên và quy mô dân số 3.309 người.
- Sau khi sắp xếp, huyện Hòa An có 15 đơn vị hành chính cấp xã, gồm 14 xã và 01 thị trấn.
- Sắp xếp các đơn vị hành chính cấp xã thuộc huyện Phục Hòa:

- Thành lập xã Bế Văn Đàn trên cơ sở môt phần xã Hồng Đại và toàn bộ xã Triệu Ấu. Xã Bế Văn Đàn có 42,11 km² diện tích tự nhiên và quy mô dân số 2.546 người.
- Sáp nhập phần còn lại xã Hồng Đại vào xã Cách Linh. Xã Cách Linh có 47,50 km² diện tích tự nhiên và quy mô dân số 4.238 người.
- Sáp nhập toàn bộ xã Lương Thiện vào thị trấn Hòa Thuận. Thị trấn Hòa Thuận có 37,99 km² diện tích tự nhiên và quy mô dân số 6.477 người.
- Sau khi sắp xếp, huyện Phục Hòa có 07 đơn vị hành chính cấp xã, gồm 05 xã và 02 thị trấn.
- Sắp xếp các đơn vị hành chính cấp xã thuộc huyện Quảng Uyên:

- Sáp nhập toàn bộ xã Hoàng Hải vào xã Ngọc Động. Xã Ngọc Động có 48,48 km² diện tích tự nhiên và quy mô dân số 4.591 người.
- Sáp nhập toàn bộ xã Bình Lăng vào xã Độc Lập. Xã Độc Lập có 36,55 km² diện tích tự nhiên và quy mô dân số 4.141 người.
- Sáp nhập toàn bộ xã Quốc Dân vào xã Phúc Sen. Xã Phúc Sen có 31,40 km² diện tích tự nhiên và quy mô dân số 4.107 người.
- Sáp nhập toàn bộ xã Hồng Định vào xã Hạnh Phúc. Xã Hạnh Phúc có 41,58 km² diện tích tự nhiên và quy mô dân số 5.242 người.
- Sáp nhập toàn bộ xã Đoài Khôn vào xã Tự Do. Xã Tự Do có 36,72 km² diện tích tự nhiên và quy mô dân số 4.115 người.
- Sáp nhập toàn bộ xã Quốc Phong vào thị trấn Quảng Uyên. Thị trấn Quảng Uyên có 18,46 km² diện tích tự nhiên và quy mô dân số 6.089 người.
- Sau khi sắp xếp, huyện Quảng Uyên có 11 đơn vị hành chính cấp xã, gồm 10 xã và 01 thị trấn.
- Sắp xếp các đơn vị hành chính cấp xã thuộc huyện Nguyên Bình:

- Thành lập xã Vũ Minh trên cơ sở toàn bộ xã Thái Học, xã Minh Thanh và một phần xã Bắc Hợp. Xã Vũ Minh có 52,72 km² diện tích tự nhiên và quy mô dân số 3.595 người.
- Sáp nhập toàn bộ xã Lãng Môn, phần còn lại xã Bắc Hợp vào xã Minh Tâm. Xã Minh Tâm có 53,78 km² diện tích tự nhiên và quy mô dân số 3.733 người.
- Sau khi sắp xếp, huyện Nguyên Bình có 17 đơn vị hành chính cấp xã, gồm 15 xã và 02 thị trấn.
- Sắp xếp các đơn vị hành chính cấp xã thuộc huyện Thạch An:

- Sáp nhập toàn bộ xã Thị Ngân vào xã Vân Trình. Xã Vân Trình có 42,00 km² diện tích tự nhiên và quy mô dân số 2.515 người.
- Sáp nhập toàn bộ xã Danh Sỹ vào xã Lê Lợi. Xã Lê Lợi có 37,73 km² diện tích tự nhiên và quy mô dân số 1.796 người.
- Sau khi sắp xếp, huyện Thạch An có 14 đơn vị hành chính cấp xã, gồm 13 xã và 01 thị trấn.
- Sắp xếp các đơn vị hành chính cấp xã thuộc huyện Trà Lĩnh:

- Sáp nhập toàn bộ xã Cô Mười vào xã Quang Hán. Xã Quang Hán có 41,19 km² diện tích tự nhiên và quy mô dân số 3.908 người.
- Sáp nhập toàn bộ xã Lưu Ngọc vào xã Quang Vinh. Xã Quang Vinh có 52,43 km² diện tích tự nhiên và quy mô dân số 2.323 người.
- Sau khi sắp xếp, huyện Trà Lĩnh có 08 đơn vị hành chính cấp xã, gồm 07 xã và 01 thị trấn.
- Sắp xếp các đơn vị hành chính cấp xã thuộc huyện Trùng Khánh:

- Thành lập xã Đoài Dương trên cơ sở toàn bộ xã Thông Huề, xã Thân Giáp và xã Đoài Côn. Xã Đoài Dương có 53,03 km² diện tích tự nhiên và quy mô dân số 5.254 người.
- Sáp nhập toàn bộ xã Ngọc Chung vào xã Khâm Thành. Xã Khâm Thành có 44,40 km² diện tích tự nhiên và quy mô dân số 2.907 người.
- Sáp nhập toàn bộ xã Cảnh Tiên vào xã Đức Hồng. Xã Đức Hồng có 36,01 km² diện tích tự nhiên và quy mô dân số 4.809 người.
- Sáp nhập toàn bộ xã Lăng Yên vào xã Lăng Hiếu. Xã Lăng Hiếu có 31,29 km² diện tích tự nhiên và quy mô dân số 2.951 người.
- Sáp nhập toàn bộ xã Đình Minh vào thị trấn Trùng Khánh. Thị trấn Trùng Khánh có 13,81 km² diện tích tự nhiên và quy mô dân số 6.843 người.
- Sau khi sắp xếp, huyện Trùng Khánh có 14 đơn vị hành chính cấp xã, gồm 13 xã và 01 thị trấn.
- Thành lập huyện Quảng Hòa trên cơ sở toàn bộ huyện Phục Hòa, huyện Quảng Uyên và xã Quốc Toản (Trà Lĩnh). Huyện Quảng Hòa có 668,95 km² diện tích tự nhiên và quy mô dân số 66.620 người. Huyện Quảng Hòa có 19 đơn vị hành chính, gồm 16 xã và 03 thị trấn.
- Sáp nhập phần còn lại huyện Trà Lĩnh vào huyện Trùng Khánh. Huyện Trùng Khánh có 688,01 km² diện tích tự nhiên và quy mô dân số 70.424 người. Huyện Trùng Khánh có 21 đơn vị hành chính cấp xã, gồm 19 xã và 02 thị trấn.
- Đổi tên thị trấn Hùng Quốc (Trùng Khánh) thành thị trấn Trà Lĩnh.